# Loujain Al-Hathloul
Loujain Al-Hathloul (لجين الهذلول, Lužaīn al-haðlūl), née le 31 juillet 1989, est une militante saoudienne des droits de la femme et une figure des médias sociaux. Elle a été classée 3e dans la liste des 100 femmes arabes les plus puissantes en 2015 selon la revue Arabian Business,.

## Biographie et études
Originaire d'Arabie saoudite, elle passe une partie de son enfance à Toulon puis obtient son bachelor en français de l'Université de la Colombie-Britannique de Vancouver.
Elle était inscrite en master de sociologie à la Sorbonne Abou Dhabi entre 2016 et 2018.
Le 12 mars 2019, l'Université catholique de Louvain lui décerne un doctorat honoris causa.

## Engagement politique et désobéissance civile

### Désobéissance civile
Le 1er décembre 2014, Loujain Al-Hathloul est arrêtée et détenue, à la prison centrale de Dahaban, pendant 73 jours après une tentative de traverser en voiture la frontière entre les Émirats arabes unis et l'Arabie saoudite. Elle a été arrêtée sur la base des lois interdisant aux femmes de conduire dans le Royaume,,,,,,,.
En septembre 2016, Loujain Al-Hathloul et 14 000 autres personnes signent une pétition adressée au roi Salman pour lui demander d'abolir le système de tutelle masculine.

### Arrestations
Le 4 juin 2017, elle est arrêtée et détenue à l'aéroport international du roi Fahd de Dammam. La raison de son arrestation n'était pas claire et Loujain Al-Hathloul n'a pas été autorisée à consulter un avocat ni à contacter sa famille.
Elle a de nouveau été arrêtée le 15 mai 2018, aux côtés d'Eman al-Nafjan, Aisha Al-Mana, Aziza al-Yousef, Madeha al-Ajroush et de plusieurs hommes impliqués dans la campagne en faveur des droits des femmes en Arabie saoudite. Human Rights Watch a interprété ces arrestations comme un moyen d'effrayer « quiconque exprime son scepticisme quant à l'agenda politique du prince héritier sur les droits de l'Homme ».
En juin 2018, les femmes obtiennent le droit de conduire en Arabie saoudite. Cependant, en décembre 2018, Loujain Al-Hathloul était toujours emprisonnée avec d'autres militants dans la prison centrale de Dhahran,,. En janvier 2019, le scénariste et producteur Kirk Rudell évoque dans une série de tweets devenus viraux sa rencontre et ses échanges avec Loujain al-Hathloul et son mari Fahad Albutairi, qui ont été repris par le Washington Post sous forme d'article. Son procès s'ouvre le 13 mars 2019 à Riyad. Elle est jugée aux côtés de neuf autres militants saoudiens pour leur action de mai 2018. Les charges ne sont pas officiellement annoncées mais selon Amnesty International, elle pourrait être jugée pour terrorisme pour avoir violé le décret royal 44A (décret antiterroriste de 2014). Selon ses proches, elle n'a pas non plus le droit à un avocat et ne connaît pas exactement les charges qui pèsent contre elle. En août 2019, le pouvoir saoudien lui propose d'être libérée à condition qu'elle tourne une vidéo dans laquelle elle nie avoir été torturée et violée durant sa détention,. Selon ses proches, elle a subi des séances d'électrocution ainsi que des violences sexuelles,,. Loujain Al-Hathloul refuse et reste en prison,.
Le 14 octobre 2020, Lina al-Hathloul, sa sœur, avait supplié les golfeuses du Ladies European Tour de boycotter l'événement en Arabie saoudite, disant qu'elles ne devaient pas venir jouer dans ce pays, afin de ne pas aider le gouvernement à utiliser le sport comme carte de visite.
Le 28 décembre 2020, après deux ans de détention provisoire, Loujain Al-Hathloul est condamnée à cinq ans et huit mois de prison, par un tribunal spécialisé dans les affaires antiterroristes. Elle est finalement relâchée le 10 février 2021, mais il lui est toujours interdit de quitter le pays,.
Le 10 mars 2021, la sœur d'Al-Hathloul déclare qu'un tribunal de Riyadh a confirmé la peine de Loujain. Elle est soumise à de nombreuses restrictions, dont une interdiction de 5 ans de voyage.
En décembre 2021, Loujain Al-Hathloul porte plainte contre trois anciens officiers de renseignements américains, Marc Baier, Ryan Adams et Daniel Gericke, ainsi que leur ancien employeur, DarkMatter, une puissante société de cybersurveillance émiratie, proche du gouvernement du prince héritier Mohammed ben Zayed Al Nahyane. Elle accuse les officiers d'avoir piraté son mobile, ce qui a conduit à son enlèvement aux ÉAU et son expulsion vers l'Arabie saoudite où elle a été détenue, emprisonnée et torturée,.
En mai 2023, des semaines après qu'une juge a rejeté sa plainte initiale pour insuffisance, les avocats d'Al-Hathloul déposent une nouvelle plainte, amendée, contre Darkmatter Group et les trois hommes de la Cour fédérale américaine de l'Oregon.

## Distinctions
- 2020 : Bertha-und-Carl-Benz-Preis
- 2 octobre 2020, le Prix Liberté 2020 est remis aux sœurs de Loujain Al-Hathloul en son nom[35] lors du Forum mondial Normandie pour la Paix.

Par ailleurs, sa candidature pour le prix Nobel de la paix 2019 a été déposée par Hélène Laverdière, députée canadienne, et portée par Nicholas Kristof, journaliste américain.